# Volant d'encunyació

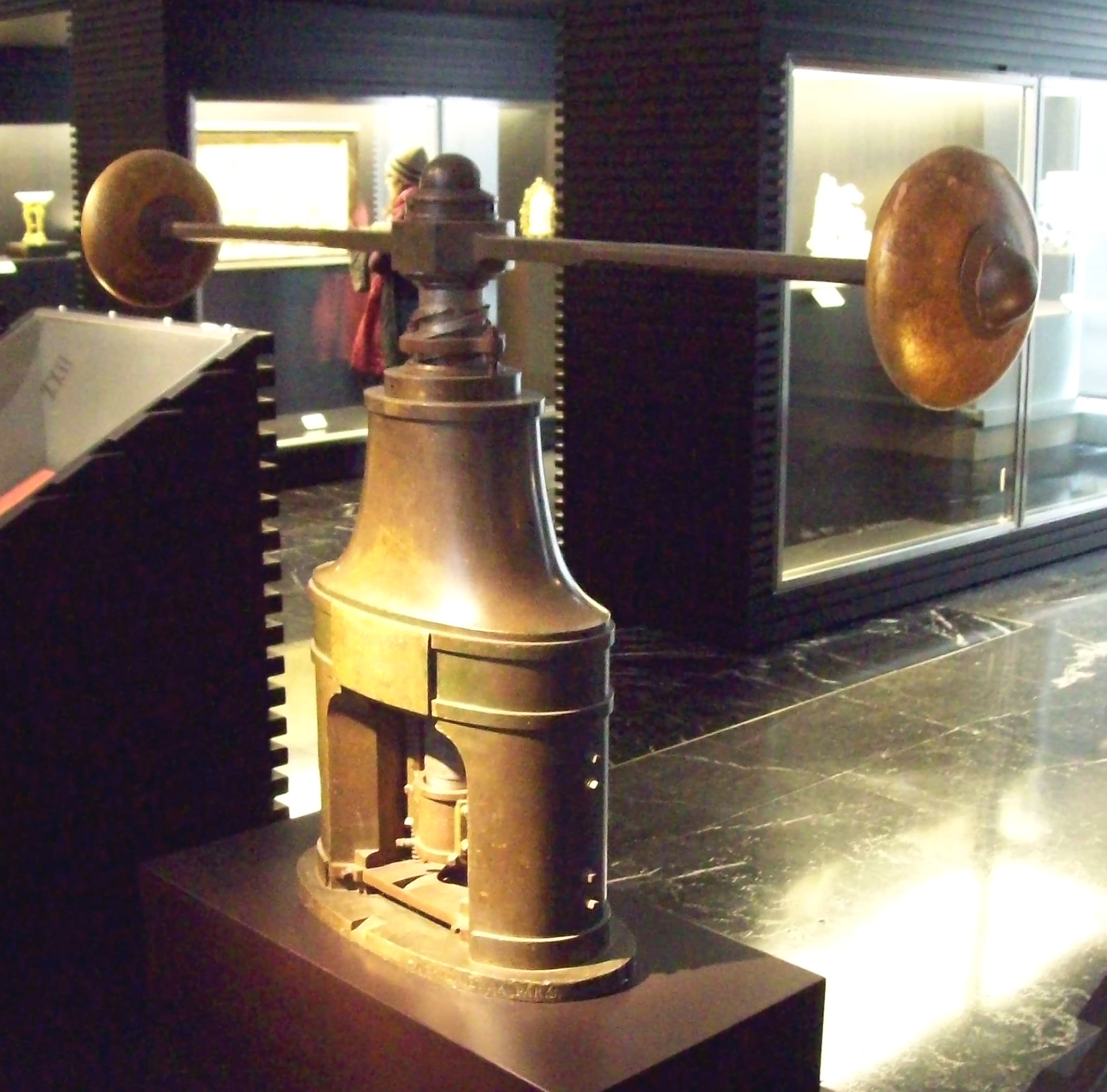
Volant d'encunyació de 1831, M.A.N., Madrid

Un volant d'encunyació, premsa d'encunyar o balancí d'encunyar és una màquina accionada manualment que permet encunyar monedes a partir de cospells. Tot i que fou molt popular durant segles, ja fa temps que no s'utilitza per haver estat superada per sistemes més moderns.

## Descripció
Cada premsa d'encunyar pot tenir formes diferents i, principalment, accessoris diferents (per a recollir la moneda ja encunyada o altres). Els elements bàsics s'enumeren a continuació.
- L'estructura de ferro colat adopta una forma d'arc de triomf amb una base incorporada, formant una peça única.
- Disposada verticalment hi ha una barra roscada solidària d'un volant o, més habitualment, d'una peça formada per dos braços radials amb dues peses als extrems.
- La barra (mascle) pot girar dins d'una peça roscada (femella). La femella està fixada a l'estructura. El gir del volant (o barra amb peses) determina el gir de la barra roscada i un desplaçament vertical d'aqueixa (amunt o avall en funció del sentit de gir).
- Unes guies verticals permeten els desplaçaments verticals del porta-trossell (matriu superior) impedint que giri.

## Funcionament
L'encunyació d'una moneda amb una premsa de volant es feia en una operació única. Es disposava el cospell sobre la matriu inferior (anomenada pila i amb el negatiu d'una de les cares de la moneda) i es feia baixar la matriu superior (anomenada trossell, amb el negatiu de l'altra de la moneda) mitjançant la premsa d'encunyar (de volant o de boles; també anomenada molinet). La velocitat del trossell i l'energia cinètica permetien conformar les dues cares del cospell. Es tractava d'una deformació en fred del metall. Una deformació desitjada i controlada (conformació/conformar).
Cal destacar que el trossell baixava sense girar, empès per una barra roscada que sí que girava. Això implicava una unió barra roscada/trossell que permetés el gir i un sistema anti-gir del trossell.

## Galeria

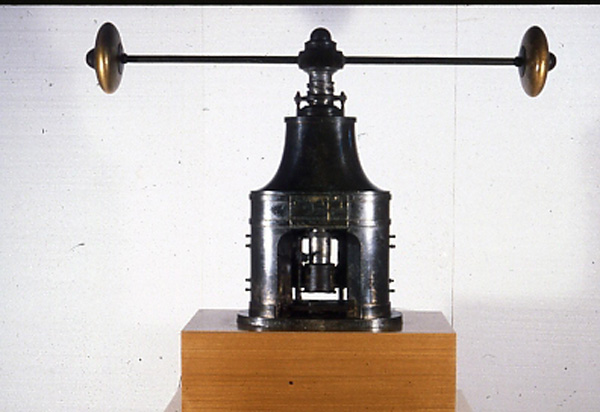
Vista general
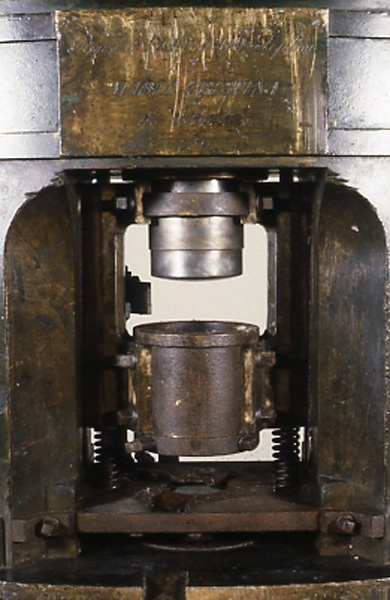
Detall
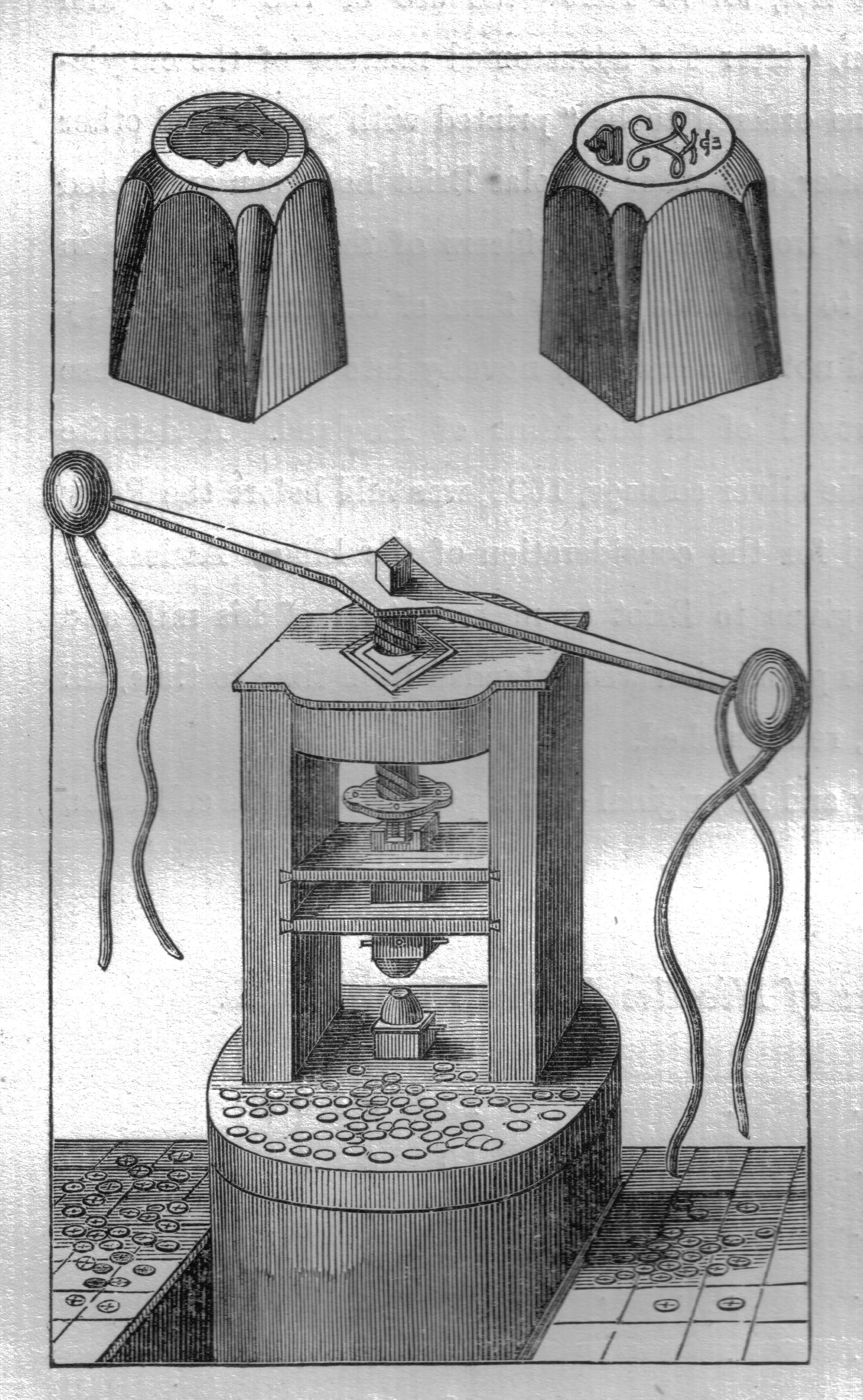
Molinet d'encunyar. Els radis de les boles a vegades mesuraven gairebé dos metres (2m).
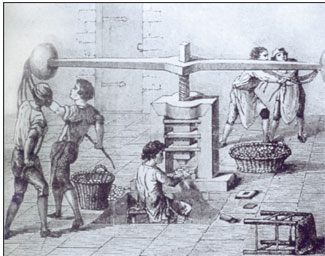
Premsa de balancí de Nicolas Briot, c1626.
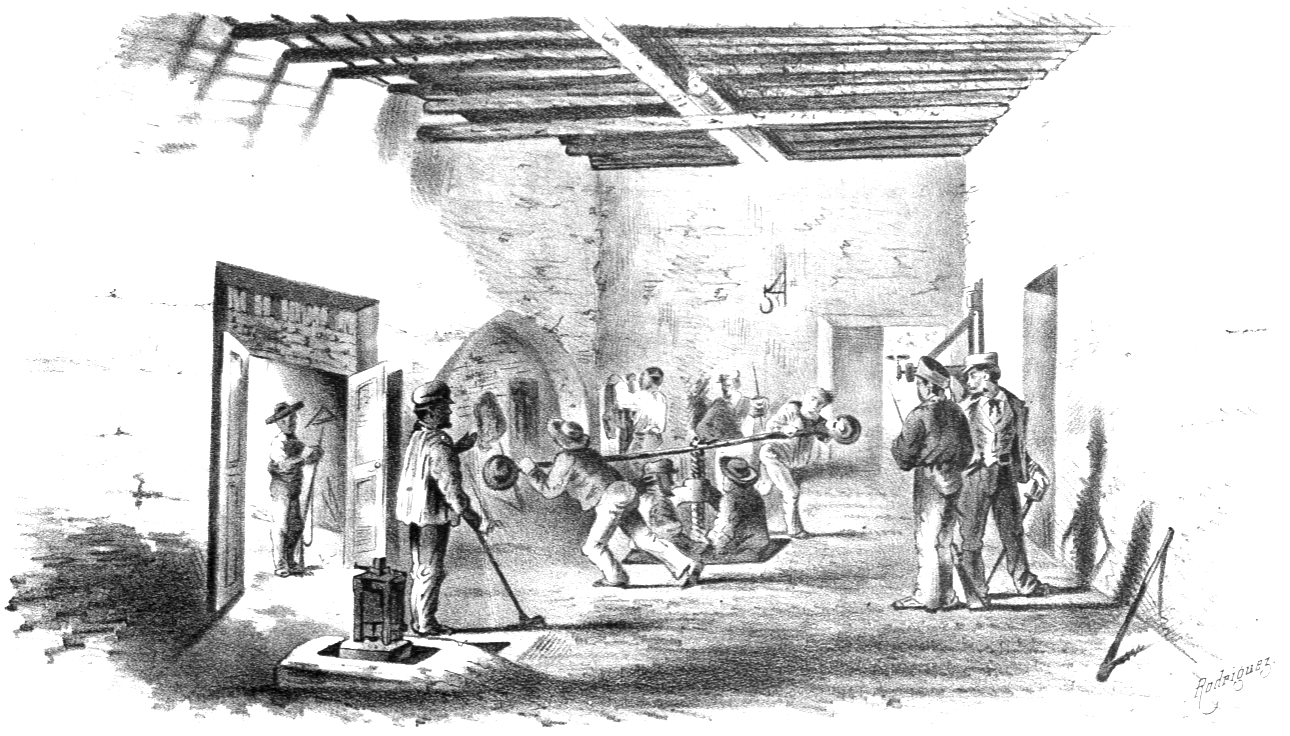
Seca de Cartagena.